# Népkerti Vigadó
A Népkerti Vigadó a miskolci Népkertben álló, eredetileg Adler Károly által tervezett, majd Hajós Alfréd tervei alapján jelentősen átépített étterem.

## Története
A Népkert és a Lövölde kert a 19. század második felében egymás szomszédságában elhelyezkedő park volt (amelyek összeolvadtak), s volt idő, amikor mindkettőben működött vigadó. A lövölde-épület 1885 és 1888 között épült fel, és 1896-ban Mayer József, a Polgáregylet vendéglőse bérelte. A Szabadság című lapban tette közzé „érdekesség és újítás”-ként, hogy a megrendezendő hangversenyek alkalmából sörfelszolgálás is lesz. Ebből arra lehet következtetni, hogy a vendégek zenét hallgatni és táncolni jártak a kertbe, az alkoholfogyasztás nem tartozott hozzá a szórakozáshoz. 1896-ban merült fel egy korszerű szórakozóhely építésének a gondolata, az 1898-as helyi sajtóban meg is írták, hogy a „Népkertben régóta érezzük hiányát az alkalmatos és díszes tánczteremnek; érezzük – annyival is inkább, mert néhány év óta minden minden tavaszi és nyári mulatság itt folyik le”. Soltész Nagy Kálmán polgármester bizottságot hívott össze az ügyben, s megállapodtak az építendő ház feladatáról, méreteiről, még arról is, hogy „szilárd anyagból, nevezetesen téglából fog épülni, tehát nem afféle swaizi faház lesz”. A terveket Adler Károly készítette el 1898-ban. Ezt követően a történések lelassultak, aminek az egyik oka talán az is lehetett, hogy készült egy másik építészeti terv is, Görgey László és Siess Viktor alkotása. A fő gondot azonban az épület elhelyezése okozta. A Népkert sétányrendszerét nem akarták megbontani, ezért a város megvásárolt egy 1400 négyszögöles területet a Lövölde kert mellett, és ezután az épület 1902 és 1903 között már megépülhetett. 1903. április 24-én adták át, első hivatalos rendezvénye június 7-én volt.
A városi közvélemény nem fogadta örömmel az új Vigadót, az előző könnyed épület helyett egy tekintélyes téglaépület került a Népkertbe. Először még bérlőt is nehezen találtak, végül Bokross Károly kezébe került (akkoriban ő bérelte a Korona Szállót is), s az ő munkássága nyomán terjedt el a Népkerti Vigadó elnevezés. A vendéglőt már reggel 5 órakor kinyitotta, a zenét Radics Lajos cigányzenekara szolgáltatta. 1910-ben Böczögő József vette át a Vigadót, aki a Koronában is váltotta Bokrosst, és fellendítette a Vigadó forgalmát. Az előtte lévő térség volt a helyszíne a vasárnap déli katonazenekari hangversenyeknek, a Népkert sétányait ívlámpák világították meg. A „nagy hodály”-ként jellemzett éttermet nem lehetett sokáig gazdaságosan üzemeltetni, ezért felvetődött az épületnek a népkerti sporttelephez kapcsolása, a Miskolci Sport Egyesület csarnokává, a szomszédos korcsolya- és teniszpályák kiszolgáló épületévé alakítása (a Korcsolyázó egyletnek ezer tagja volt, a teniszpályák száma tizenkettő volt). Az épület átépítési terveit Hajós Alfréd készítette el 1926-ban, emeletráépítést hajtottak végre, torna- és vívócsarnokot alakítottak ki benne, amit a Miskolci Atletikai Kör használt. Az új funkcióval bíró épületet 1927-ben nyitották meg, s lényegében ekkor nyerte el az épület mai külső megjelenését. A sporton kívül megmaradt vendéglátással kapcsolatos funkciója, „pompásan és kényelmesen átalakított új vendéglőt nyitottak teraszokkal, s rossz idő esetén a belső termek is használhatók”. A neve ekkor „Sport vendéglő” lett.
A 20. század második felében a Vigadónak sokáig nem volt irodalma, az 1960-as–1970-es években kerthelyiségében táncestes szórakozóhelyként működött. 1985-ös hír szerint már nem működött, állaga folyamatosan romlott, egy írás művelődési jellegű (kamaraszínház, mozi) hasznosítását vetette fel. 1995-től kezdődően, Puskás Péter tervei szerint felújították, a belső terek díszítése és berendezése Fata György munkája volt. A Népkerti Vigadót 1997. január 30-án avatták fel újra. A szorosan vett vendéglátással kapcsolatos funkciókon kívül különböző rendezvények, fogadások, programok színhelye is. Négy különböző befogadóképességű terme (biedermeier terem, galéria, toronyszoba, söröző) és 180 fős kerthelyisége van. 
2017 januárjában Barkóczi István, a FUX kábelgyár és a City Hotel Miskolc tulajdonosa vette meg a Vigadó épületét, és átfogó felújítást hajtott végre, hogy az intézmény korszerű körülmények között működhessen.

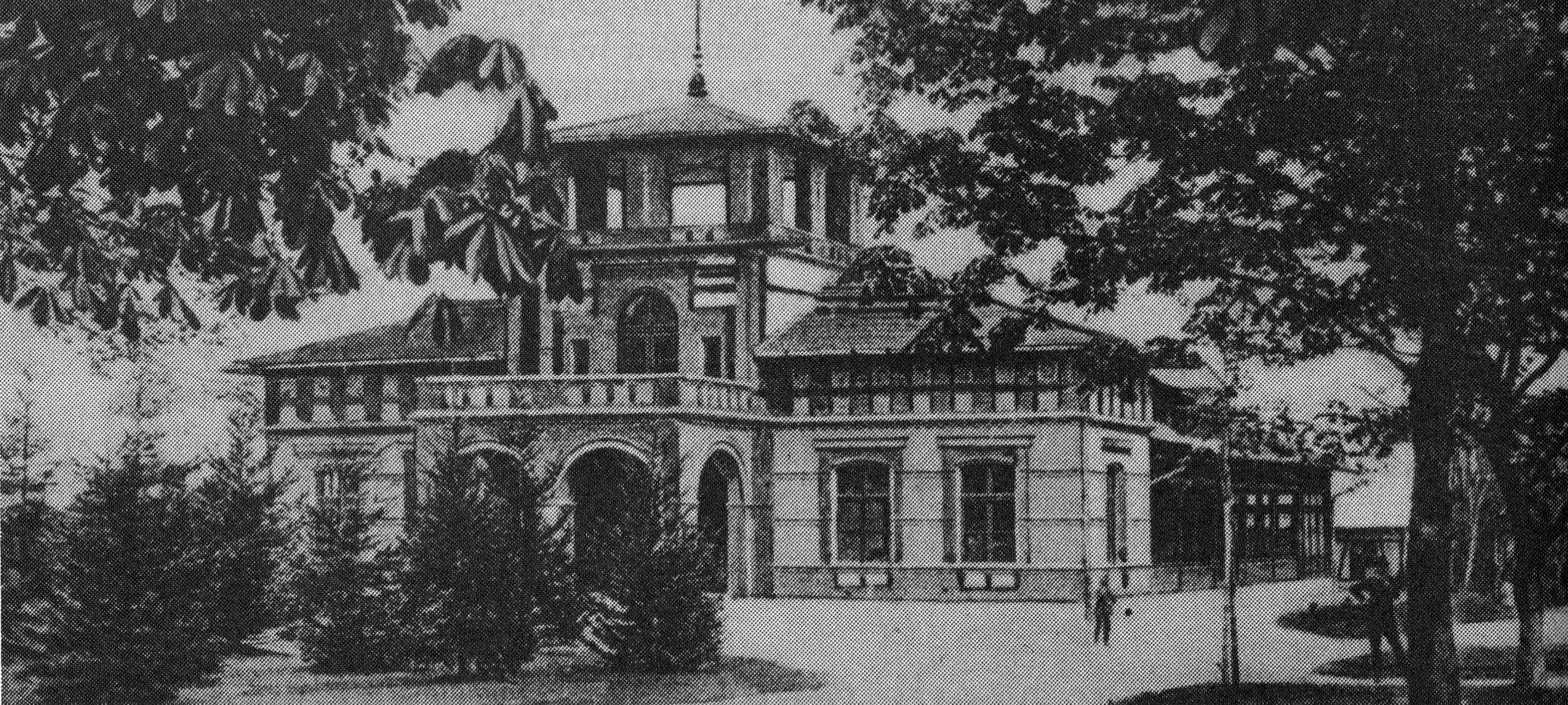
A Vigadó 1910-ben...
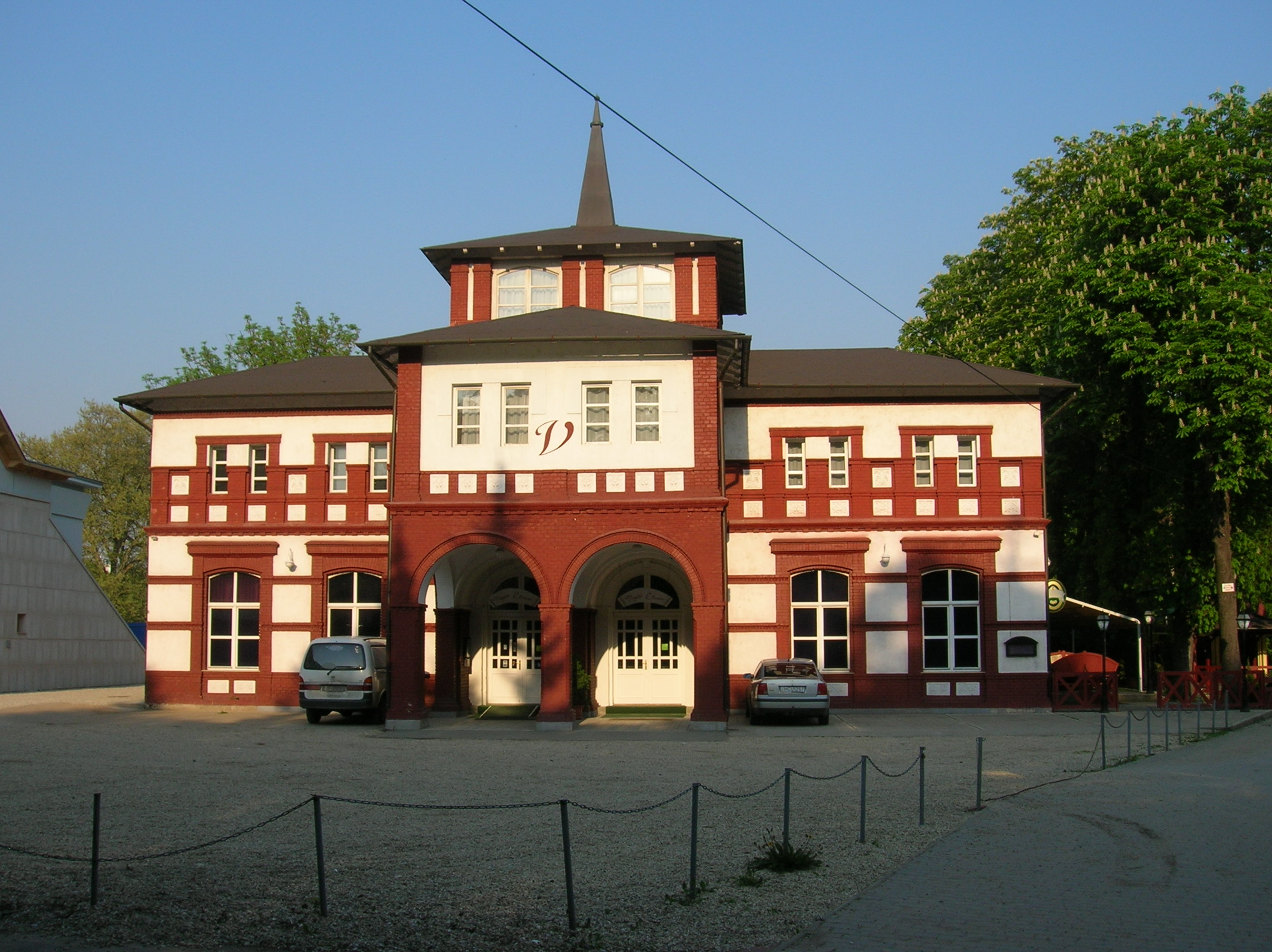
...és 2006-ban